# كينيث فورست دونكان
كينيث فورست دونكان هو سياسي كندي، ولد في 7 مارس 1881، وتوفي في 4 فبراير 1952.